# Чобан, Мехмет
Мехмет Чобан (тур. Mehmet Çoban, 15 октября 1904 — 8 мая 1969) — турецкий борец, призёр чемпионатов Европы.

## Биография
Родился в 1904 году на территории современного ила Балыкесир. В 1928 году принял участие в соревнованиях по греко-римской борьбе на Олимпийских играх в Амстердаме, но неудачно. В 1936 году принял участие в Олимпийских играх в Берлине, где занял 4-е место в греко-римской борьбе, но в вольной борьбе выступил очень неудачно. В 1938 году стал бронзовым призёром чемпионата Европы, на чемпионате Европы 1946 года повторил этот результат.